# França nos Jogos Olímpicos de Verão de 1900
A França sediou os  Jogos Olímpicos de Verão de 1900 em Paris, na França. O país estreou nos Jogos em 1896 e em Paris fez sua 2ª apresentação. Conquistou vinte e seis medalhas de ouro, quarenta e uma de prata e trinta e quatro de bronze, somando cento e uma no total. Ficou na primeira posição no quadro de medalhas.

## Medalhas
| Atleta                 | Esporte       | Evento                      | Medalha |
| ---------------------- | ------------- | --------------------------- | ------- |
| Henri Hérouin          | Tiro com arco | Au Cordon Doré 50 m         | Ouro    |
| Eugène Mougin          | Tiro com arco | Au Chapelet Doré 50 m       | Ouro    |
| Emile Grumiaux         | Tiro com arco | Sur la Perche à la Pyramide | Ouro    |
| Victor Thibaud         | Tiro com arco | Au Cordon Doré 33 m         | Prata   |
| Victor Thibaud         | Tiro com arco | Au Chapelet Doré 33 m       | Prata   |
| Henri Helle            | Tiro com arco | Au Chapelet Doré 50 m       | Prata   |
| Auguste Serrurier      | Tiro com arco | Sur la Perche à la Herse    | Prata   |
| Auguste Serrurier      | Tiro com arco | Sur la Perche à la Pyramide | Prata   |
| Charles Frédéric Petit | Tiro com arco | Au Cordon Doré 33 m         | Bronze  |
| Charles Frédéric Petit | Tiro com arco | Au Chapelet Doré 33 m       | Bronze  |
| Émile Fisseux          | Tiro com arco | Au Cordon Doré 50 m         | Bronze  |
| Émile Mercier          | Tiro com arco | Au Chapelet Doré 50 m       | Bronze  |

## Desempenho

### Tiro com arco(129 atletas)
| Atleta                 | Evento                      | Resultado | Resultado         |
| Atleta                 | Evento                      | Pontuação | Colocação         |
| ---------------------- | --------------------------- | --------- | ----------------- |
| Victor Thibaud         | Au Cordon Doré 33 m         |           | Medalha de prata  |
| Charles Frédéric Petit | Au Cordon Doré 33 m         |           | Medalha de bronze |
| Henri Hérouin          | Au Cordon Doré 50 m         | 31        | Medalha de ouro   |
| Émile Fisseux          | Au Cordon Doré 50 m         | 28        | Medalha de bronze |
| Henri Helle            | Au Cordon Doré 50 m         | 27        | 4º                |
| Edouard Beaudoin       | Au Cordon Doré 50 m         | 26        | 5º                |
| Denet                  | Au Cordon Doré 50 m         | 26        | 6º                |
| Galinard               | Au Cordon Doré 50 m         | 26        | 7º                |
| Lecomte                | Au Cordon Doré 50 m         | 25        | 8º                |
| Victor Thibaud         | Au Chapelet Doré 33 m       |           | Medalha de prata  |
| Charles Frédéric Petit | Au Chapelet Doré 33 m       |           | Medalha de bronze |
| Eugène Mougin          | Au Chapelet Doré 50 m       |           | Medalha de ouro   |
| Henri Helle            | Au Chapelet Doré 50 m       |           | Medalha de prata  |
| Émile Mercier          | Au Chapelet Doré 50 m       |           | Medalha de bronze |
| Auguste Serrurier      | Sur la Perche à la Herse    |           | Medalha de prata  |
| Emile Grumiaux         | Sur la Perche à la Pyramide |           | Medalha de ouro   |
| Auguste Serrurier      | Sur la Perche à la Pyramide |           | Medalha de prata  |